# Ben Villaflor
Ben Villaflor (* 10. November 1952 in Negros Occidental, Philippinen) ist ein ehemaliger philippinischer Boxer im Superfedergewicht und Rechtsausleger. 

## Profi
Er begann seine Profikarriere im Jahre 1966 und gewann seine ersten 12 Kämpfe. Am 25. April im Jahre 1972 boxte er gegen den Venezolaner Alfredo Marcano um den Weltmeistergürtel des Verbandes WBA und besiegte ihn über 15 Runden einstimmig nach Punkten. Diesen Gürtel verteidigte er im September desselben Jahres mit einem Unentschieden gegen Victor Federico Echegaray und verlor ihn nach Punkten gegen Kuniaki Shibata im März des darauffolgenden Jahres.
Am 17. Oktober desselben Jahres fand das Rematch der beiden statt. Dieses Mal schlug Villaflor Shibata bereits in der ersten Runde schwer k.o. und eroberte somit den WBA-Weltmeisterschaftstitel zum zweiten Mal. Er verteidigte den Titel fünf Mal und verlor ihn am 10. Oktober 1976 an Smauel Serrano durch einstimmigen Beschluss. Dieser Kampf war zugleich sein letzter.